# Sophie Mashraki
Sophie Mashraki (* 6. Mai 1996 in Wien) ist eine österreichische Regisseurin, Theaterproduzentin und Unternehmerin.

## Leben

### Ausbildung
Sophie Mashraki besuchte das Europagymnasium Auhof in Linz und absolvierte 2015 das International Baccalaureate in „Theater Arts HL“. Danach zog Mashraki zurück nach Wien und arbeitete an verschiedenen Theatern als Hospitantin und Regieassistentin, darunter am Landestheater Niederösterreich, dem Stadttheater Mödling und dem Dschungel Wien. Währenddessen leitete und inszenierte Mashraki am Summer Theater Institute Linz von 2015 bis 2018.

### Regie
Im September 2018 produzierte und inszenierte Mashraki das erste eigene Theaterstück Sommernachtstraum im Werkstätten- und Kulturhaus, das im März und Juni 2019 Wiederaufnahmen hatte. Der Sommernachtstraum im WUK war ein immersives Theaterstück, in dem die drei Handlungsstränge (Liebhaber, Elfen, Handwerker) gleichzeitig und ineinander spielten, während das Publikum im Raum herumwanderte.

### Schauspiel
In der Serie ZETT unter der Regie von Paul Harather spielte Mashraki die Rolle „Nour“. Im Winter 2019 arbeitete Mashraki mit Arman T. Riahi an der Figurentwicklung „Maryam“ für den Spielfilm Fuchs im Bau. Zusätzlich schauspielerte Mashraki auf mehreren Kleinbühnen und bei Projekten, unter anderem als Algernon in Bunbury im Ateliertheater.

### Privatleben
Sophie Mashraki identifiziert sich als nichtbinär: „Ich sehe mich nicht als Frau oder Mann sondern identifiziere mich einfach nur als ‚ich‘“.

## Unternehmerische Tätigkeit

### Das Misfits-Ensemble
Im Herbst 2019 gründete Mashraki das MISFITS-Ensemble, in dem sie sieben junge Künstler und Künstlerinnen mit Fokus auf Theaterschauspiel für die Selbstständigkeit in der freien deutschsprachigen Szene ausbildet.

### Enfant Terrible Society
Aufgrund der Corona-Pandemie und der allgemeinen Veranstaltungsverbote, wie auch als Nachklang der Black-Lives-Matter-Bewegung, gründete Mashraki im Sommer 2020 die Modelagentur „Enfant Terrible Society“, die sich auf Models im Bereich nichtbinäre und transgender Personen und People of Color fokussiert. Mashraki modelt zudem selbst und hat mit Fotografen wie Manuel Carreon Lopez, Christian Skalnik, Lichterwaldt, Michèle Yves Pauty und Olesya Parfenyuk zusammengearbeitet.

## Regie (Auswahl)
- 2017: Sommernachtstraum (Werkstätten- und Kulturhaus)
- 2018: IDENTITY (Viktor-Bucher Projektraum)
- 2018: Sommernachtstraum (Werkstätten- und Kulturhaus)
- 2018: Die Kahle Sängerin (Chateau Rouge)
- 2018: FREAKSHOW (Die Schenke)
- 2018: Salomè (Galerie Leeb)
- 2018: OFFENBARUNG (Kunstbogen)
- 2019: Eurydike (BlueMoon Bar)
- 2019: Sommernachtstraum (Werkstätten- und Kulturhaus)
- 2020: FREAKSHOW (Theater Spektakel)
- 2020: Aschenputtel (Amerlingerhaus)